# Santiago Álvarez Campa
Santiago Álvarez Campa (Ciudad de México, 1974) es un clavecinista mexicano.

## Biografía
Santiago Álvarez Campa nació en la Ciudad de México en 1974. Es hijo de Raúl Álvarez Garín, un exdirigente del Movimiento estudiantil de 1968.

### Estudios musicales
Inició sus estudios de clavecín con Luisa Durón en la Facultad de Música de la UNAM.
Posteriormente viajó a Países Bajos donde concluyó sus estudios en el Conservatorio de Utrecht bajo la guía de Siebe Henstra, Wilbert Hazelzet y Heiko ter Schegget.
Después de concluir sus estudios en Utrecht, continuó sus estudios de perfeccionamiento en la Escuela Superior de Música de Cataluña con la clavecinista Béatrice Martin.

### Carrera artística
Desde su retorno a México colaboró durante varios años con Horacio Franco, tanto en conciertos como grabando discos, en ensambles como el de Vecchio Fascino y la Capella Cervantina. En 2013, junto a Horacio Franco, dio una serie de conciertos en las ciudades de Beijing y Wuhan. También se ha presentado en el Festival Cervantino, Festival Barroquísimo, Festival del Centro Histórico de la Ciudad de México, Festival de la Cultura Maya, Festival Ortiz Tirado, entre otros.
También fue uno de los fundadores del Castalia Ensamble, junto a otros músicos mexicanos que había estudiado en Europa. Junto al cantante Marduk Serrano, conformó el Ensamble de raíz, con quien interpreta obras del periodo barroco y el renacimiento.
Ha impartido cursos magistrales y clases en el Conservatorio de Lima, Escuela Superior de Artes de Yucatán, Facultad de Música de la Universidad de Coahuila, Facultad de Música de la UNAM, Conservatorio Nacional de Música de México y Facultad de Música de la Universidad Veracruzana.
De 2007 a 2009 fue catedrático de bajo continuo en la Escuela Superior de Música (INBA, México) y en 2013 fue profesor en la Universidad La Salle.
Además de intérprete, se ha dedicado a la afinación de clavecines para grabaciones hechas por Pierre Hantaï, Pieter-Jan Belder, entre otros. 
Fue beneficiario durante la emisión 2003 del Programa de Apoyo para Estudios en el Extranjero del Fondo Nacional para la Cultura y las Artes en 2003.

## Discografía
- Mestizajes novohispanos. Influencias de la Nueva España en la Música Europea. Horacio Franco (flauta), Santiago Álvarez (clavecín) y Asaf Kolerstein (violonchelo)[16][7]
- Extreme. Life concert. Horacio Franco, Capella Cervantina orquesta.[16]